# Leptogenys leiothorax
Leptogenys leiothorax is een mierensoort uit de onderfamilie van de Ponerinae. De wetenschappelijke naam van de soort is voor het eerst geldig gepubliceerd in 1965 door Prins.